# Новые Олешки
Новые Олешки (укр. Нові Олешки) — село в Горностаевской поселковой общине Каховского района Херсонской области Украины.
Население по переписи 2001 года составляло 177 человек. Почтовый индекс — 74622. Телефонный код — 5544. Код КОАТУУ — 6522682002.